# لافایت، نیوجرسی
لافایت (به انگلیسی: Lafayette Township) شهری در ایالت نیوجرسی کشور ایالات متحده آمریکا است که جمعیت آن در سرشماری سال ۲۰۱۰ میلادی، ۲٬۵۳۸ نفر بوده‌است.